# Max Hoffmann (Politiker)
Max Hoffmann (* 16. Oktober 1872 in Meerane; † 14. November 1958 in Guben) war ein deutscher Gewerkschafter und Politiker (SPD).

## Leben
Nach dem Volksschulabschluss absolvierte Hoffmann eine Weberlehre und besuchte die Webschule in Meerane. Im Anschluss arbeitete er in seinem erlernten Beruf. Er schloss sich 1896 der Gewerkschaft an, war von Juni 1910 bis 1921 als Gewerkschaftssekretär beim Deutschen Textilarbeiterverband in Guben tätig und wurde 1914 Vorstandsmitglied der Zweigstelle. Des Weiteren war er Aufsichtsratsmitglied im Konsumverein und Geschäftsführer der Gubener Baugenossenschaft.
Hoffmann trat in die SPD ein und war Vorsitzender des Bildungsausschusses der Sozialdemokraten. Später war er Vorsitzender des SPD-Unterbezirkes Guben-Stadt. Nach der Novemberrevolution nahm er als Delegierter des Arbeiter- und Soldatenrates an den Reichsrätekongressen, die im Dezember 1918 und April 1919 in Berlin abgehalten wurden, teil. Anfang der 1920er Jahre war er ehrenamtlicher Stadtrat (Dezernent für Wohnungswesen) und stellvertretender Vorsitzender der Stadtverordnetenversammlung in Guben. Außerdem fungierte er als Vorsitzender der Ortskrankenkasse Guben-Stadt. Im Februar 1921 wurde er als Abgeordneter in den Preußischen Landtag gewählt, dem er bis 1924 angehörte.